# Ben Foster
Benjamin Anthony »Ben« Foster, angleški nogometaš, * 3. april 1983, Leamington Spa, Warwickshire, Anglija, Združeno kraljestvo.
Foster je nekdanji nogometni vratar, dolgoletni član klubov West Bromwich Albion in Watford, osemkrat je branil tudi za angleško reprezentanco.